# BMW 3-as sorozat
A BMW 3-as sorozat egy kompakt felsőkategoriás autó, amelyet a BMW német autógyártó 1975 májusa óta gyárt. Ez a 02-es sorozat utódja, és hét különböző generációban gyártották. A 3-as sorozat első generációja csak kétajtós kupé formájában volt elérhető; a modellkínálat azonban azóta kibővült egy 4 ajtós szalon, 2 ajtós kabrió, 2 ajtós kupé, 5 ajtós kombi, 5 ajtós liftback ("Gran Turismo") és 3 ajtós ferdehátú karosszériákkal.
2013 óta a kupé és kabrió modelleket 4-es sorozatként forgalmazzák; ezért a 3-as sorozat már nem tartalmazza ezeket a karosszériákat.A 3-as sorozat a BMW legkeresettebb modellje, amely a BMW márka éves teljes eladásának mintegy 30% -át adja (a motorok nélkül). A BMW 3-as sorozat története során számos díjat nyert. A 3-as sorozat M változata, az M3, 1986-ban debütált az E30 M3-mal.

## Története
Az 1975-ben piacra dobott BMW 3-as sorozat megváltoztatta a felsőkategoriás kompaktok piacát. Azóta mintegy 14 millió darab készült, ami minden idők egyik legjobban eladott autója.
A BMW 3-as sorozat története sem lenne teljes anélkül, hogy először a BMW 2002-et megemlítenék. Az 1960-as évek végén bevezetett 2002 a megbízhatóság és az éles dinamika hírnevének megteremtésével megalapozta a 3-as sorozatot.
Az első 3-as szériát úgy tervezték, hogy úgy nézzen ki, mint egy BMW 5-ös sorozat kisebb változata, amelyet három évvel korábban, 1972-ben dobtak piacra. Az E12 kódnéven az első 5-ös széria 1984-ig maradt gyártásig, addigra közel 700 000 autó gyártottak.
Az öt év és mintegy 35 millió német márkát felemésztő fejlesztés után, 1975 júliusában mutatták be az E21 kódnevű BMW 3-as sorozatot, amely négy különböző négyhengeres motort tartalmazott, és 1975 októberében dobták piacra az Egyesült Királyságban. az eddigi legkisebb BMW, amely akkoriban a legátfogóbb módon készült.

## Az első generáció (E21; 1975–1983)

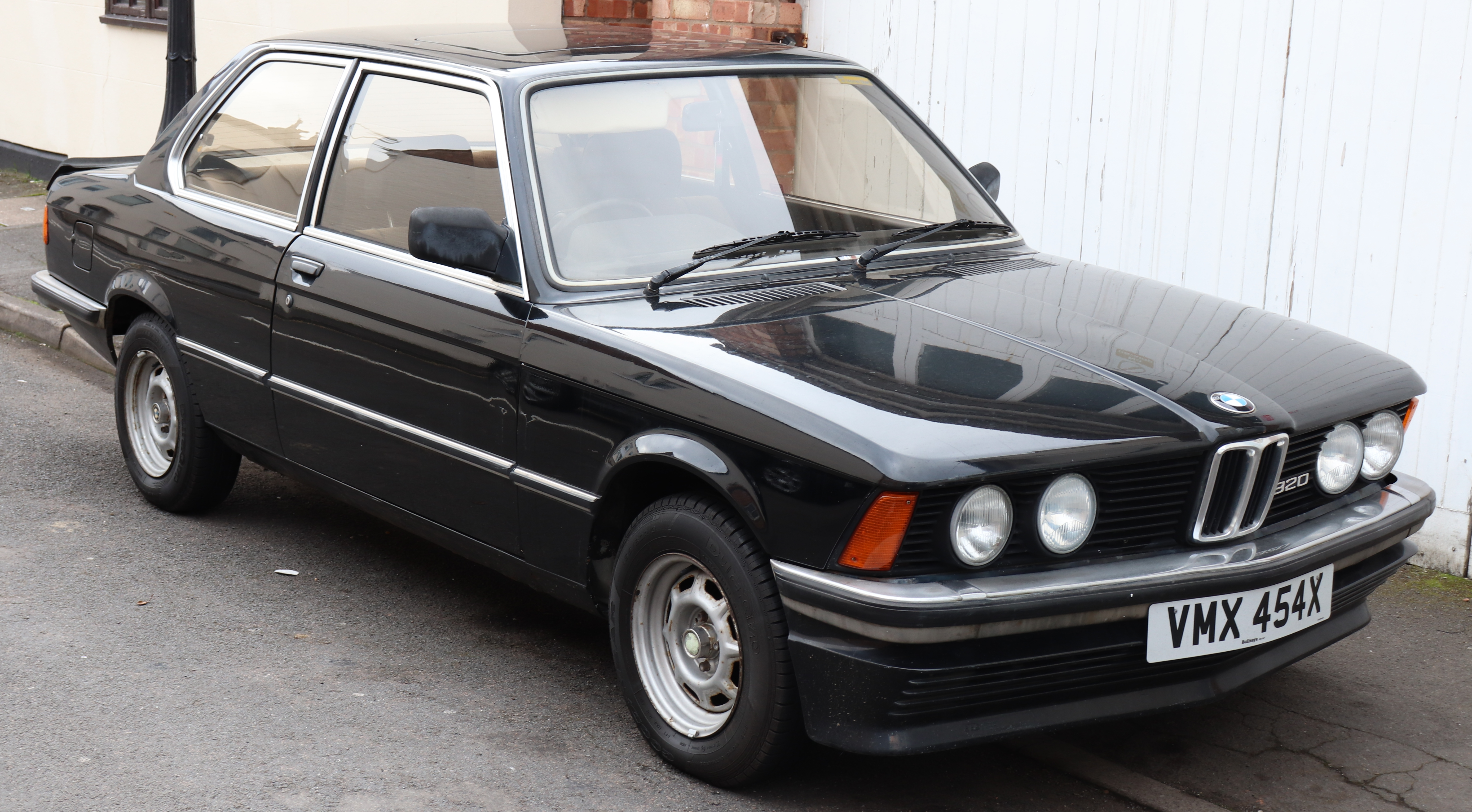
E21

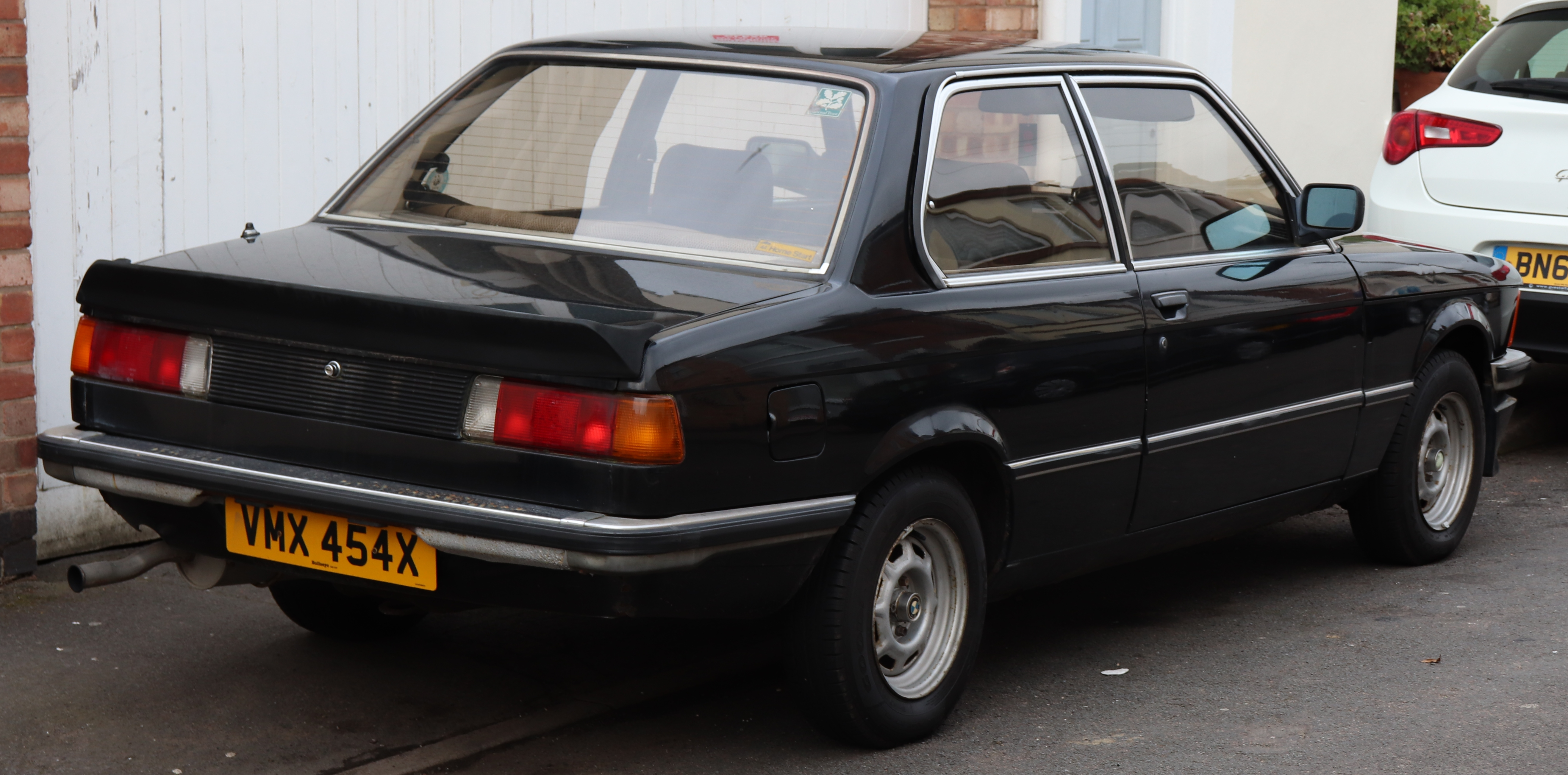
E21

A BMW az 1973-as olajválságkor cserélte le a modellt (BMW 2002), ezután három év alatt megduplázódott a világszerte eladott BMW-modellek száma. A legelső generáció karosszériaválasztéka mindössze a kétajtós limuzinra terjedt ki. Szinte minden modellben M10-es motor dolgozott volt ugyanis M20 kódjelű soros 6 hengeres motorral szerelt  320i a csúcsmodell 323i volt K-jet befecskendezőrendszerrel. 1975-1981-ig gyártották.

## A második generáció (E30; 1982–1994)

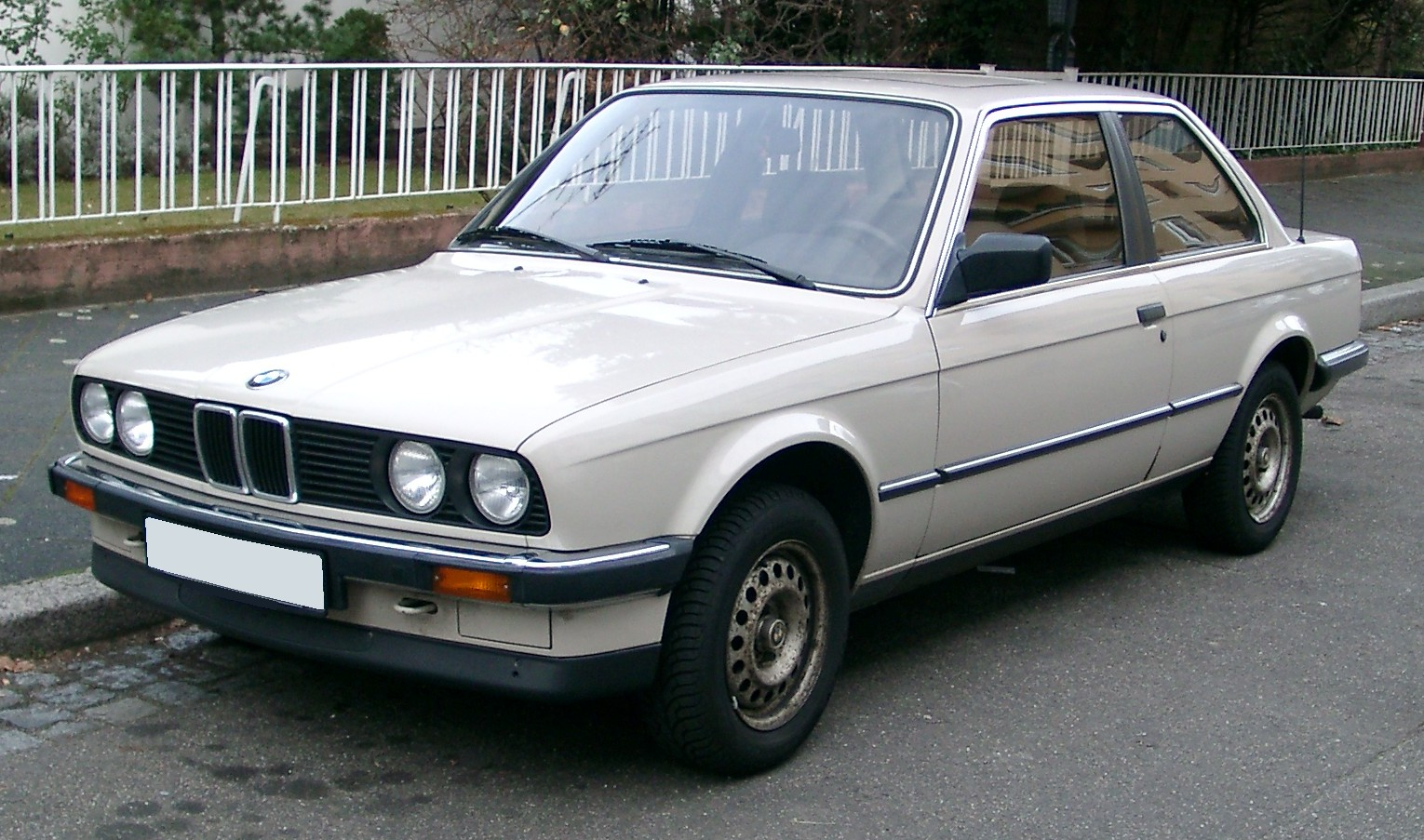
E30 coupé

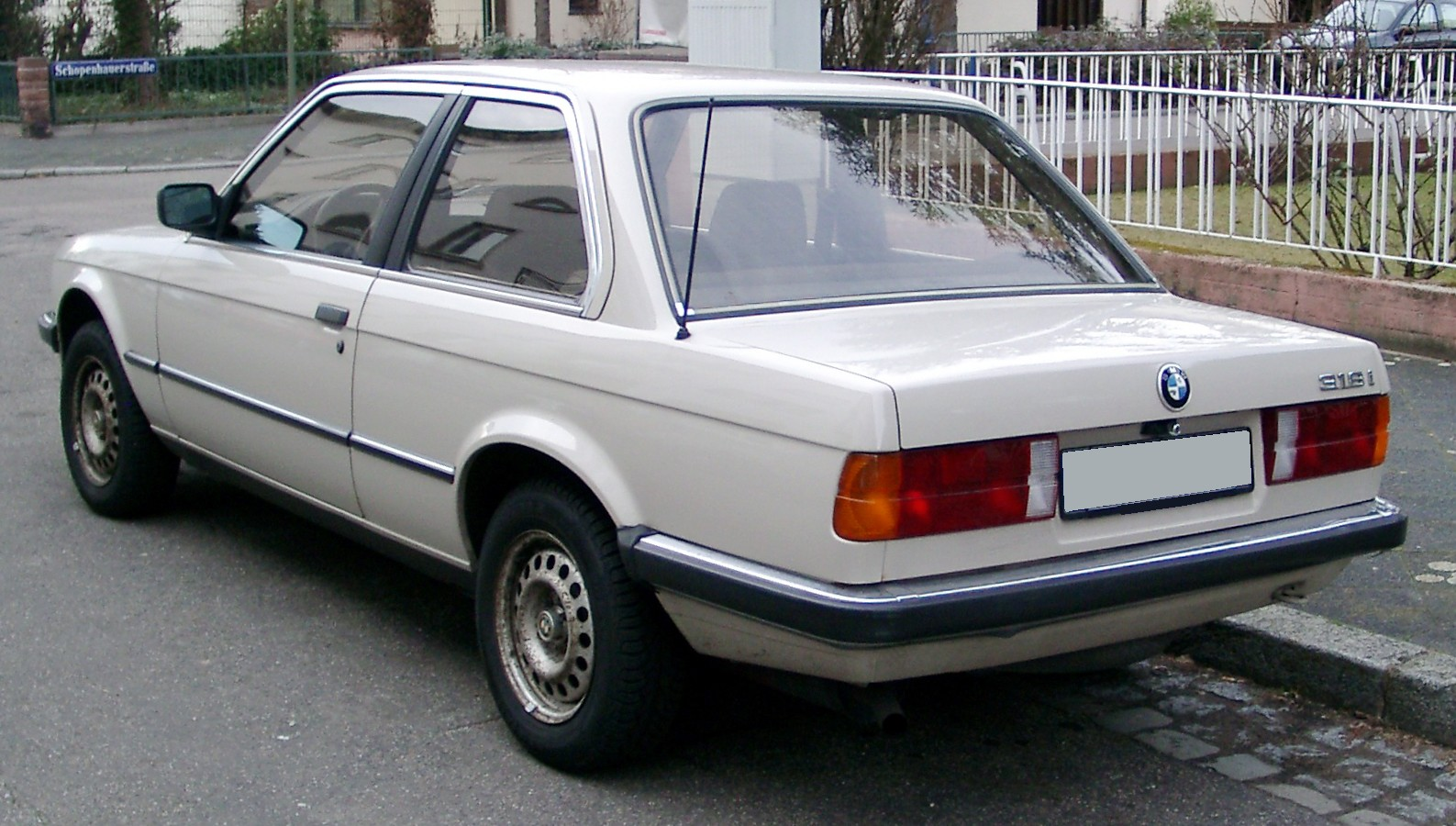
E30 coupé

1982-ben bemutatták az E30-at kizárólag kétajtós szedán karosszériában. A négyajtós szedán modelleket 1983-ban, a kabriókat 1985-ben, a kombi ("Touring") modelleket 1987-ben mutatták be.Az E30 volt az első 3-as sorozat, amely kombi- és négyajtós szedán karosszériában volt kapható. Ez volt az első 3-as sorozat, amely dízelmotort kínált, és az összkerékhajtás a 325iX modellel került bevezetésre a 3-as sorozatba. A BMW Z1 roadster az E30 platformra épült.Az első BMW M3-at az E30 platformra építették. Az E30 M3-at a nagy fordulatszámú S14 négyhengeres benzinmotor hajtja, amely 175 kW (235 LE) teljesítményt produkált a végleges, csak Európában zajló iterációban.

## A harmadik generáció (E36; 1991–1999)

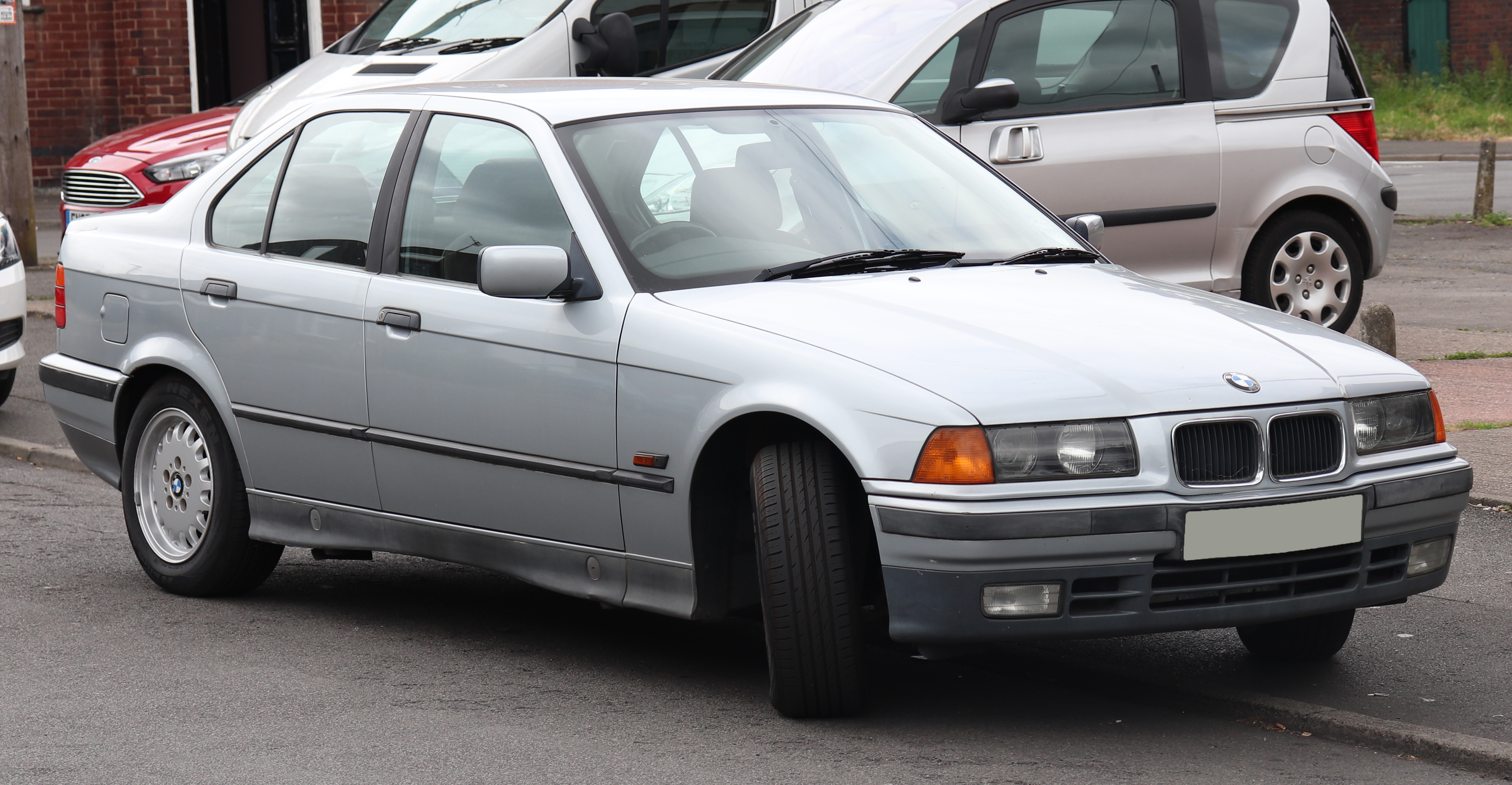
E36 szedán

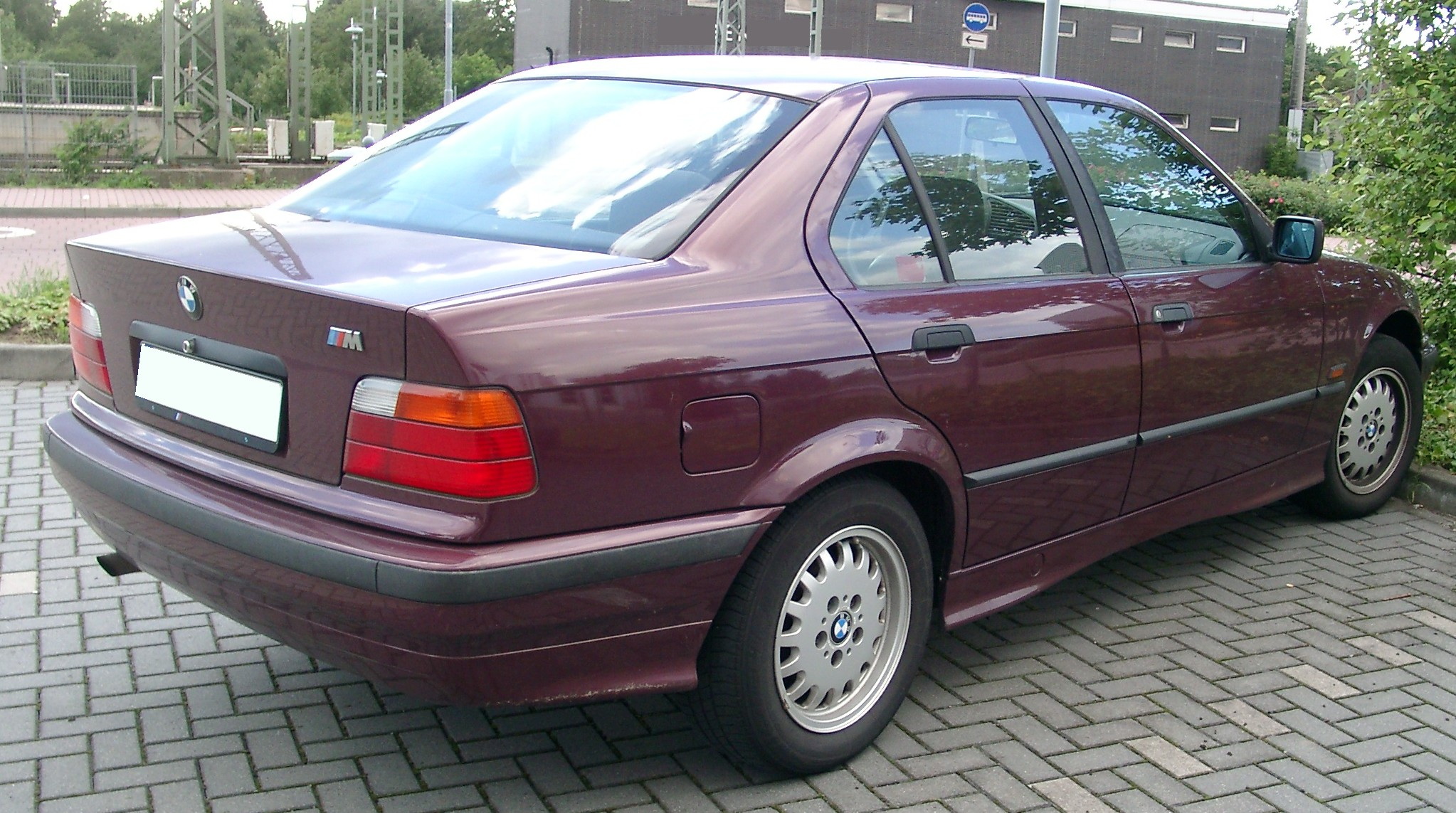
E36 szedán

Az E36-ot a következő karosszériákban értékesítették: szedán, kupé, kabrió, kocsi ("Touring" néven forgalmazzák) és a ferdehátú ("3-as sorozatú Compact" néven).
Az E36 volt az első 3 sorozat, amelyet hatchback karosszériában kínáltak. Ez volt az első 3-as sorozat, amely 6 sebességes kézi sebességváltóval (az 1996-os M3-ban), ötfokozatú automata váltóval és négyhengeres dízelmotorral volt kapható. A több kapcsos hátsó felfüggesztés szintén jelentős fejlesztés volt a 3-as sorozat korábbi generációihoz képest.
Az E36-ot a Car and Driver magazin 10-es legjobb listáján nevezték meg minden évben, amikor eladták.
Az M3 modellt az S50 és S52 egyenes motorok hajtják. Kupé, szedán és kabrió karosszériában adták el.
A BMW Z3 roadster és a kupé modellek az E36 Compact platformjára épültek.

## A negyedik generáció (E46; 1997–2006)

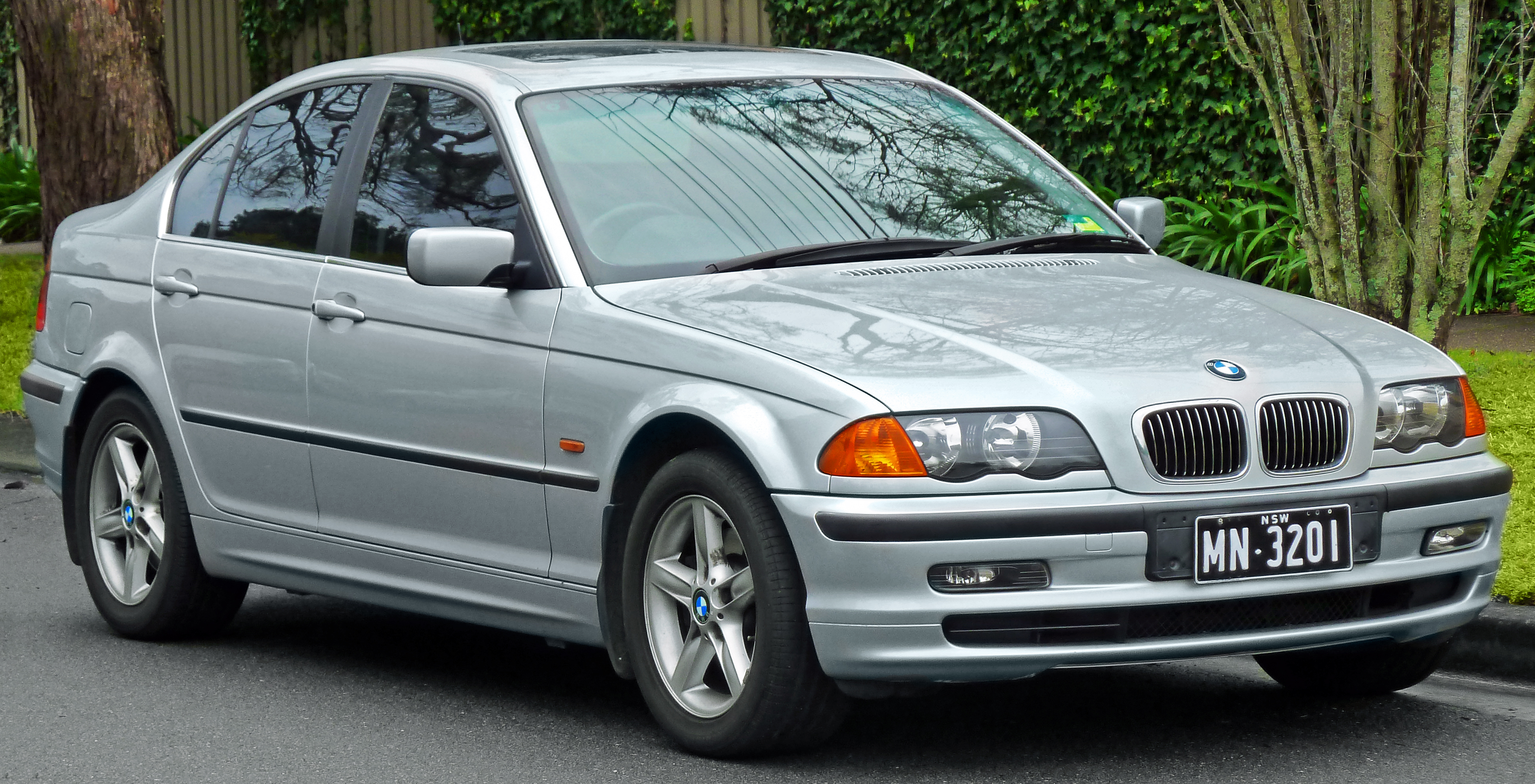
E46 szedán

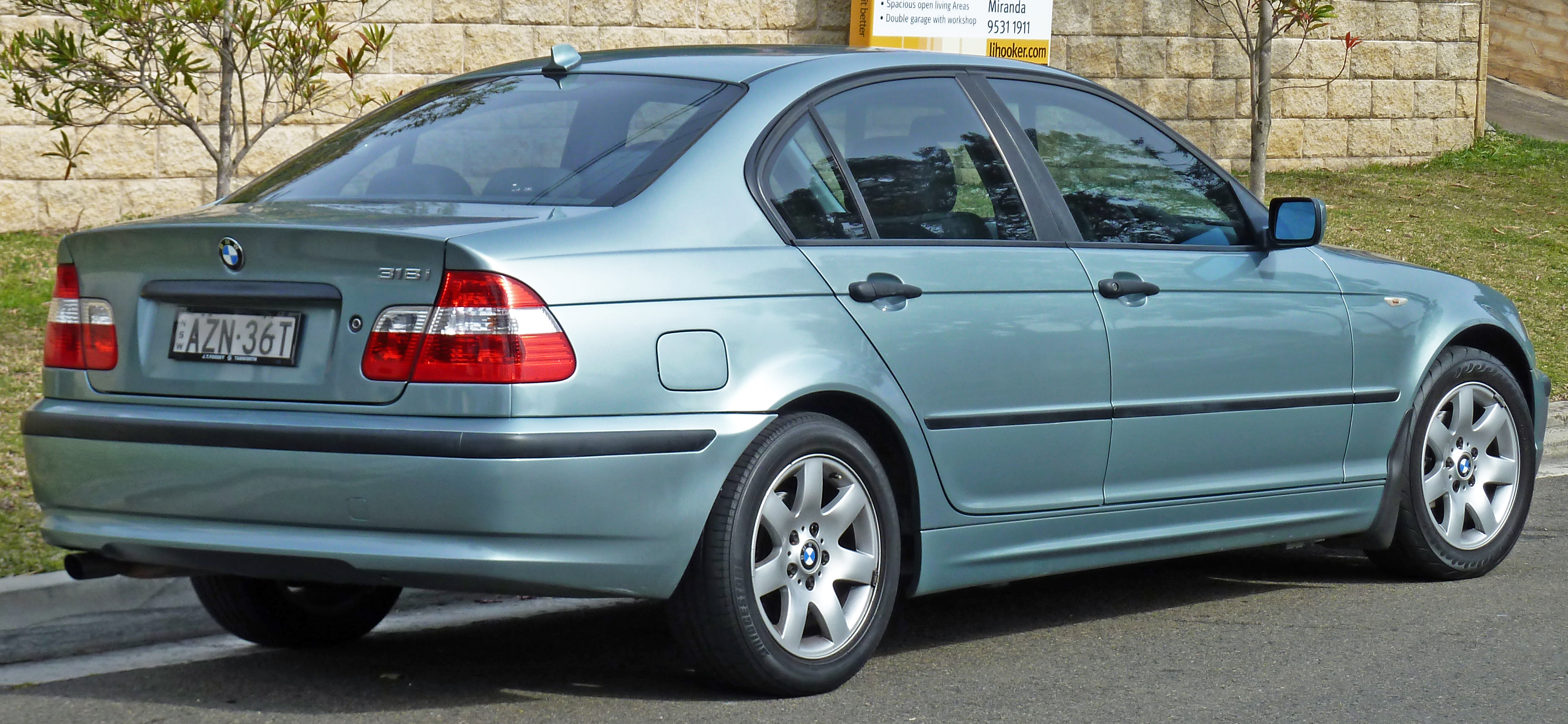
E46 szedán

A BMW E46-os a negyedik generációja a 3-as sorozat kompakt-középkategóriás autóinak. Gyártása 1998-ban kezdődött, amikor is leváltotta az akkor kifutó E36 modellt, és egészen 2005-ig az E90-es 3-as BMW széria megjelenéséig tartott, amit aztán az F30-as 3-as BMW váltott le 2012-ben.
Az E46-ot 1998-ban kezdték el forgalmazni limuzin felépítésben. 1999-ben jött a kupé és touring karosszéria változat, és a limuzin az amerikai piacon is elérhetővé vált. 2000-ben kiadták a kabrió és kompakt változatát is, utóbbit csak Európában, Dél-Afrikában, Ausztráliában és Új-Zélandon forgalmazták. Az E46 hatalmas sikert aratott, és kategóriáján belül a teljesítményt és a sportos középkategóriát képviselte. Az eladási rekordja 2002-ben volt, amikor 561 249 darabot adtak el világszerte.
A BMW M divíziója megalkotta a nagy teljesítményű M3-ast. Ennek a változatnak nagyobb és erősebb volt a motorja, feszesebb a futóműve, és önzáró differenciálművel illetve sportosabb külsővel rendelkezett. Az M3-ast 2001-ben kezdték el gyártani és csak kupé és kabrió felépítésben volt elérhető. Két sebességváltóval lehetett kapni; egy hagyományos 6-sebességes kézi, vagy pedig egy választható kézzel is kapcsolható szekvenciális sebességváltóval. 105-től egészen 340 lóerőig terjedt a motorok teljesítménye.

## Az ötödik generáció (E90, E91, E92, E93; 2004–2013)

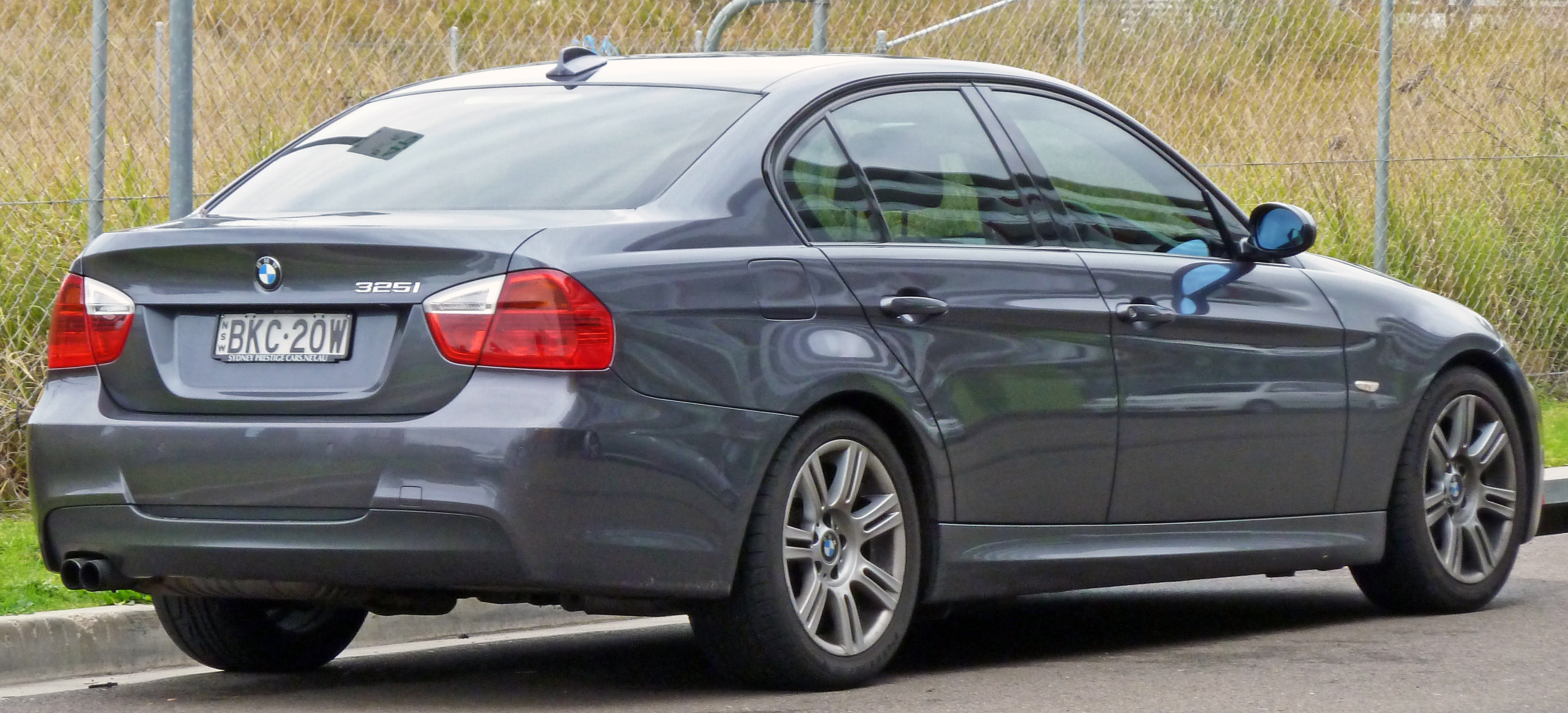
E90 szedán

A BMW 3-as sorozat ötödik generációja a BMW E90 (szedán), a BMW E91 (kombi, „Touring” néven forgalmazott), a BMW E92 (kupé) és a BMW E93 (kabrió) kompakt executive modellekből áll. Az E90 / E91 / E92 / E93-t 2004 és 2013 között gyártották, és gyakran együttesen E90-nek vagy E9x-nek nevezik. Az E92 335i volt az első 3-as modell, amelyet turbófeltöltős benzinmotorral gyártottak. Az E9x család a run-flat abroncsokat is bevezette a 3-as sorozatba. A run-flat abroncsokal felszerelt modellek nincsenek felszerelve pótkerékkel.

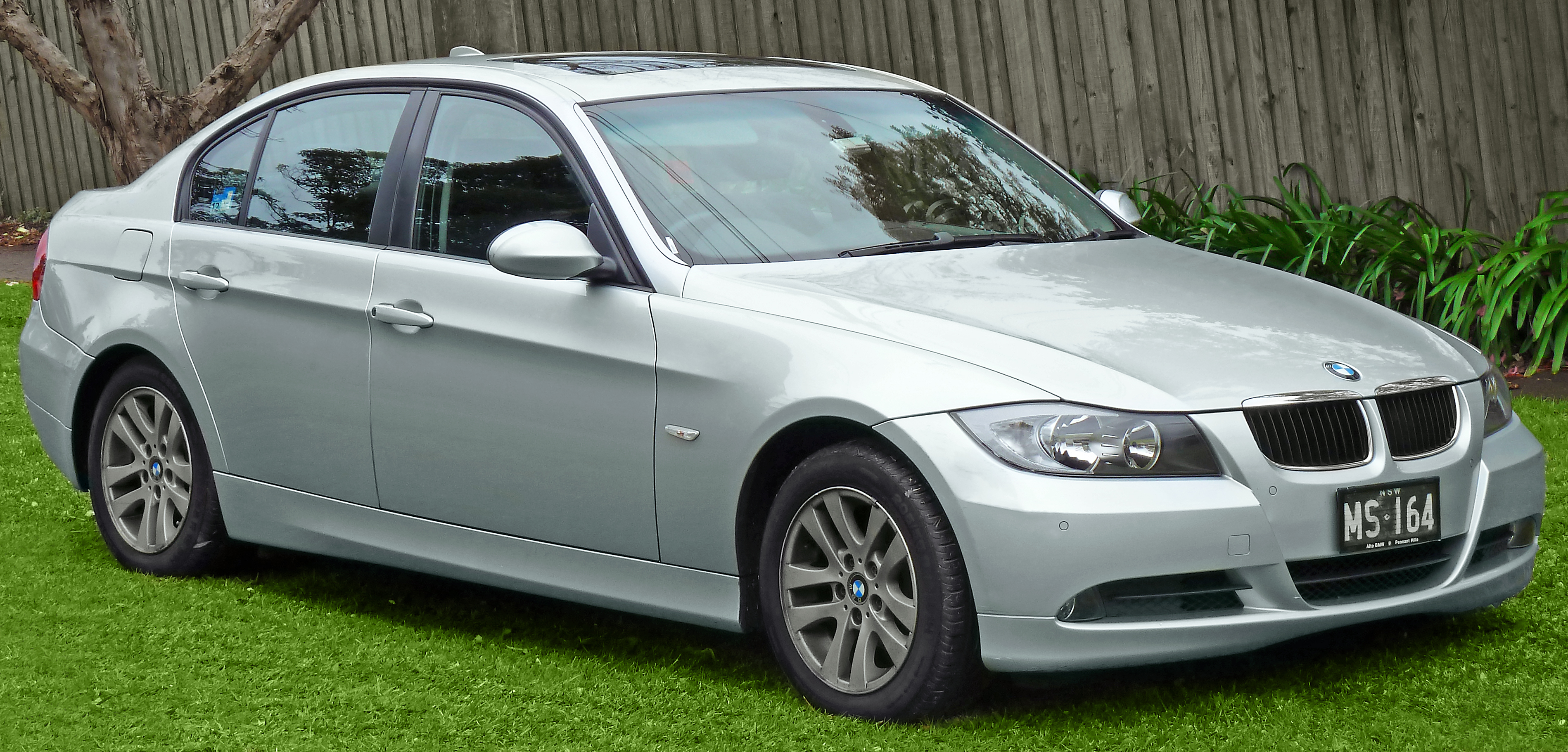
E90 szedán

Az E90 / E92 / E93 M3 az egyetlen M3 generáció, amelyet V8 motor hajt. A 2007-ben bemutatott BMW S65 szívómotoros V8-as motort használja, szedán, kupé és kabrió karosszériában gyártották.
Az F30 / F31 3 sorozat 2012. februári bevezetését követően az E90 / E91 szedánok és kocsik fokozatosan megszűntek. Az E92 / E93 kupék és kabriók azonban a 2013-as modellévig gyártásban maradtak, ezt követően az F32 / F33 4-es modellek váltották fel őket.

## A hatodik generáció (F30, F31, F34; 2011–2019)

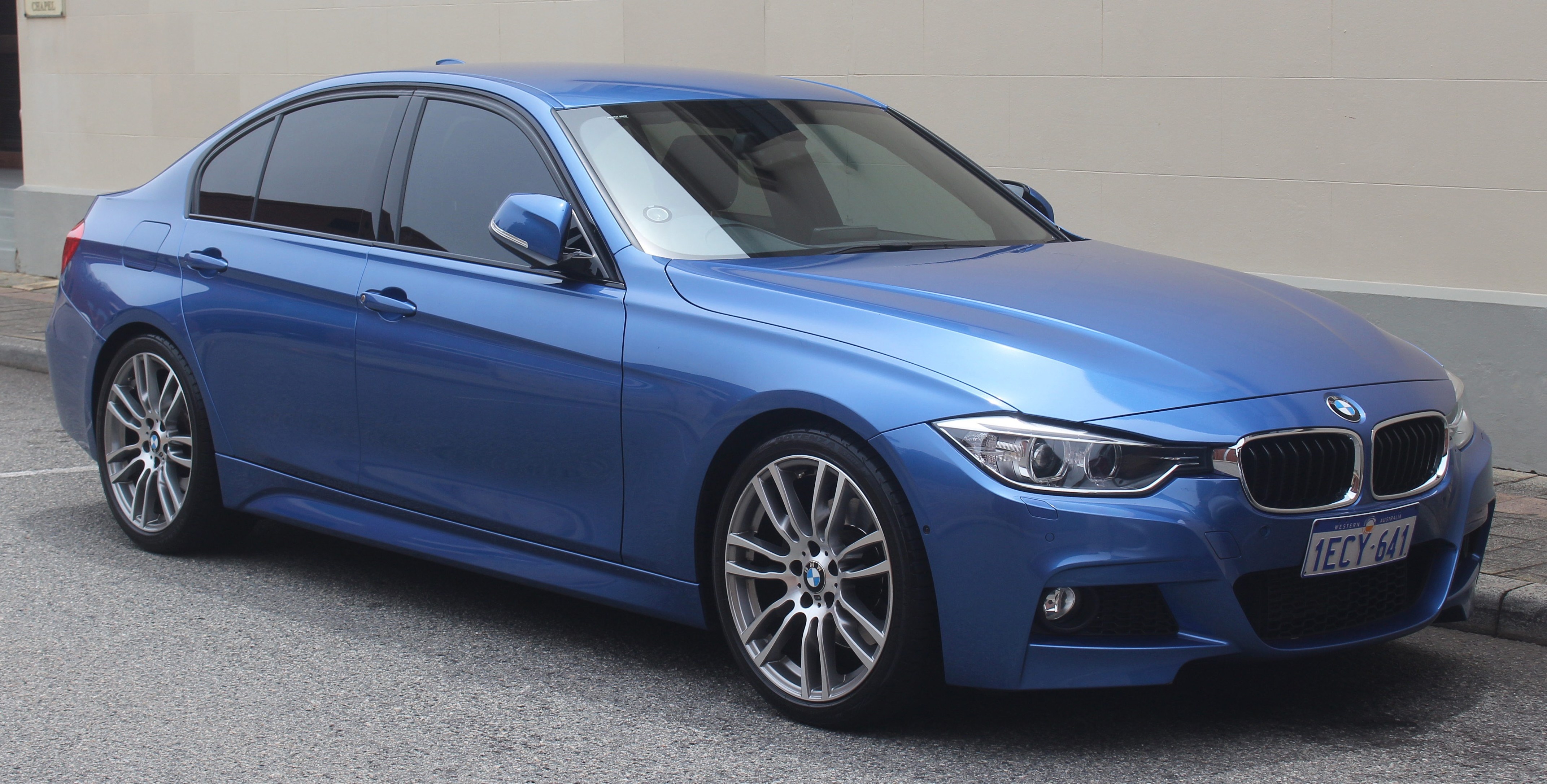
F30 szedán

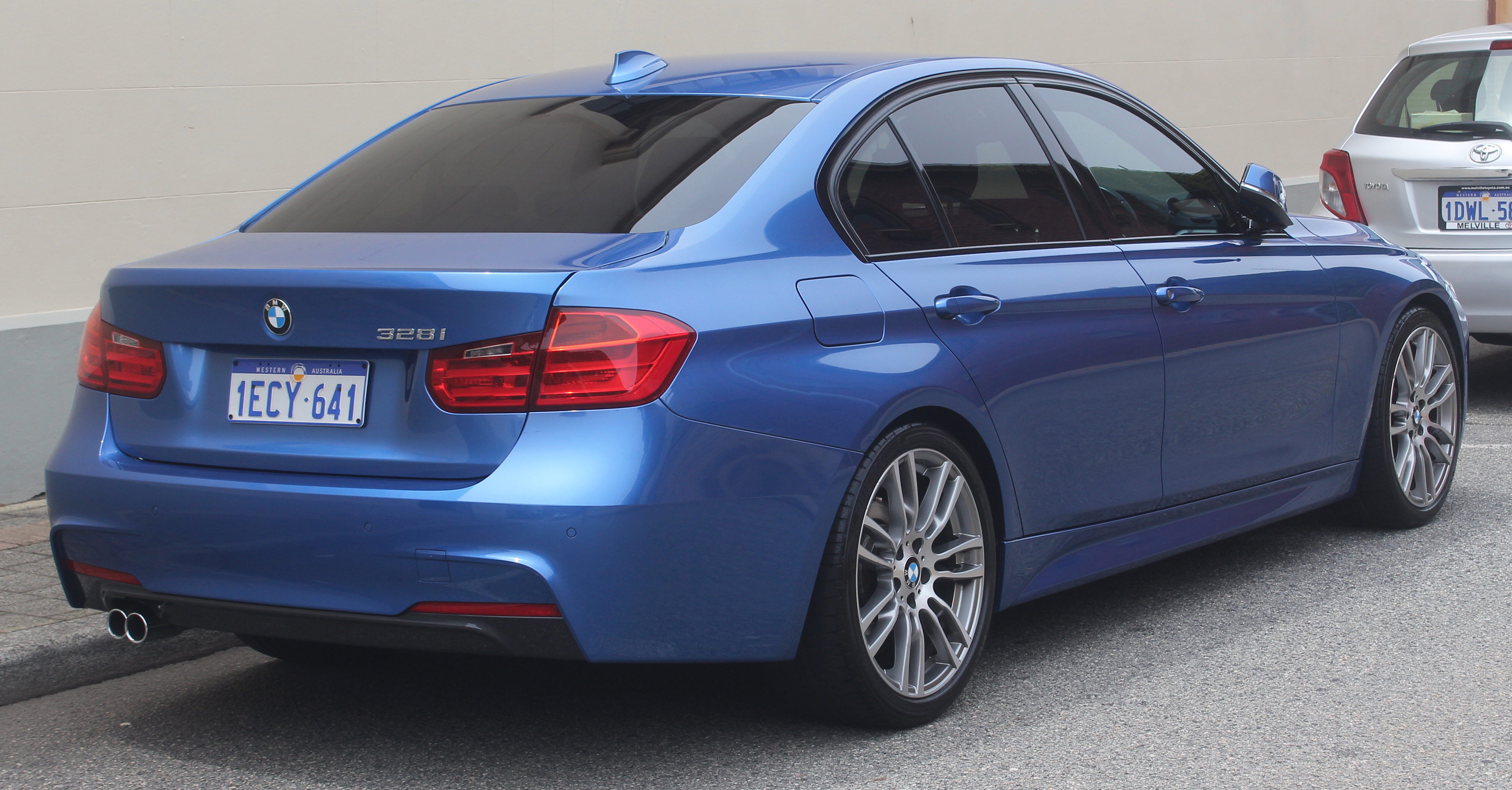
F30 szedán

Az F30 2011. október 14-én debütált Münchenben és 2012 februárjától volt megvehető. Az első verzió a szalonokban az F30 (szedán) verzió volt, ezt követte a Touring F31 (kombi)  2012 májusában és a Gran Turismo ( F34 ) 2013 júniusában ami egy kisebb változata az 5-ös széria GT ferde hátú változatának. A 3-as Cabrio és Coupé modellek már nem elérhetőek, mivel azok már szerepelnek a 4-es sorozat verziókínálatában.
Az előző generációban használt 6 hengeres motorokat egy új fejlesztésű N20B20 kódjelű 2 literes 4 hengeres motor váltotta fel. Az F30 az első modell a 3-as sorozatban, ami elérhető hibrid változatban, BMW ActiveHybrid 3-ként 2012-től.
2015-ben kapta meg a generáció a modellfrissítést amely 2016-tól volt elérhető, ennek során új megjelenésű fényszórókat és hátsó lámpákat kapott, ekkor volt először elérhető a 3-as BMW-hez a teljesen LED első fényszóró. Új verziót kapott az iDrive rendszer, valamint megjelentek az új, "B-generációs" motorok (B47, B48, B58) a korábbi "N-generáció" (N47, N20, N55) helyett, kivételt képezett a hathengeres N57 dízelmotor. Ekkortól a 28i modell helyett 30i jelzéssel volt kapható a továbbiakban, valamint a 35i helyett a 40i verzió.

## A hetedik generáció (G20; 2018–jelen)

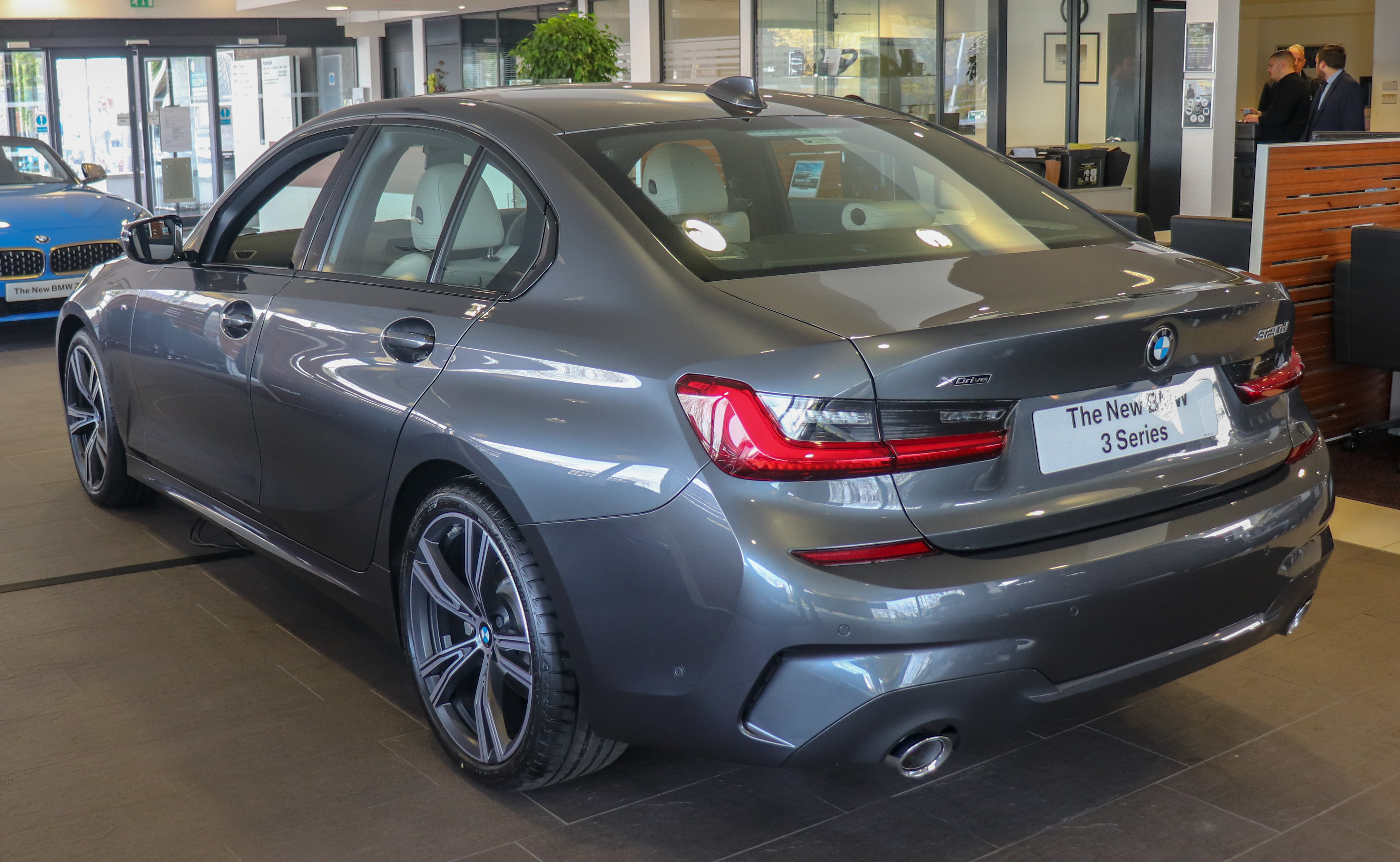
G20 szedán

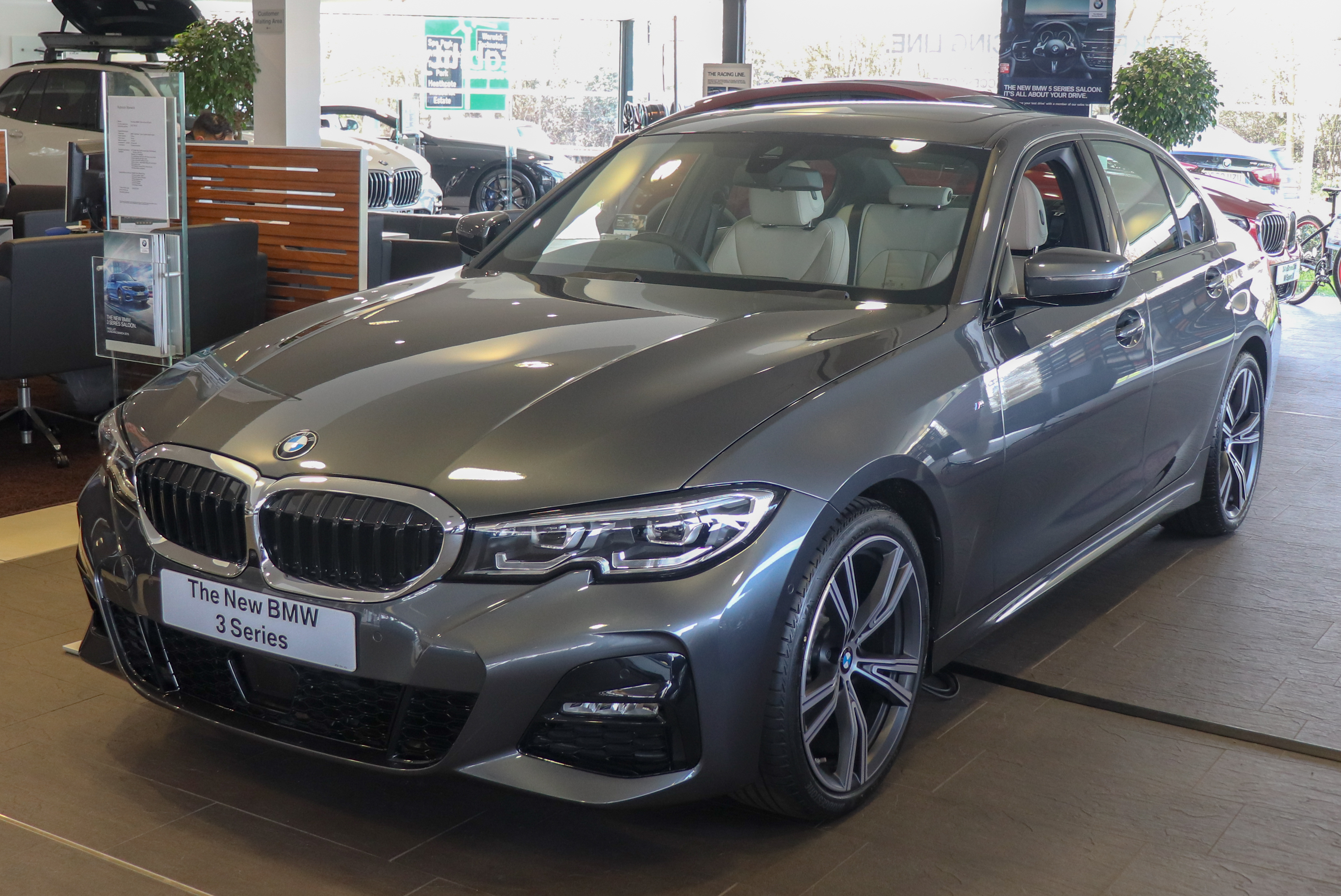
G20 szedán

2018. október 2-án mutatták be a Paris Motor Show-n, 2019 márciusától rendelhető a márkakereskedésekben a szedán kivitel. A kombi (Touring) kivitelt 2019 júniusában mutatták be és októbertől kapható a kereskedésekben.Az M3 verziója előreláthatólag 2021-ben mutatkozik be. 
A modell 2022. nyarán esett át a modellközi ráncfelvarráson (facelift), mely során módosították az első fényszórókat és a lökhárítót, belül pedig új egybefüggő központi kijelzőt és új, kisebb előválasztó kart kapott a modell. Ekkor vezették ki a kínálatból a kézi sebességváltót amely eddig csak a 20d modellhez volt elérhető.
2024. késő tavaszán ismét kisebb módosításon esett át a modell, ekkor frissített hajtásláncokat kapott a modell illetve a belső középkonzol kapott minimális módosítást. A modell külső megjelenése ekkor nem változott.

## M3-as sorozat

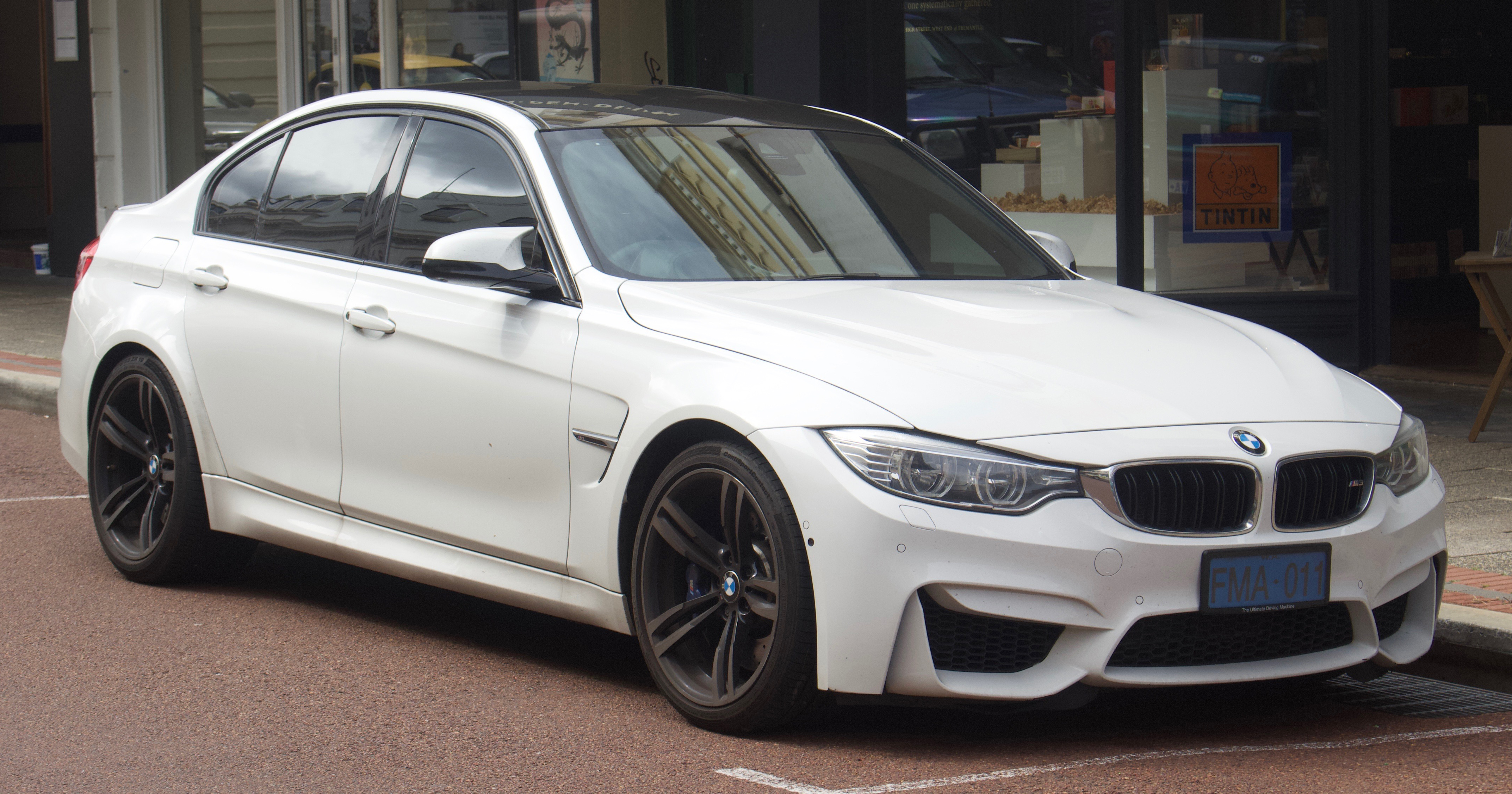
F80 M3

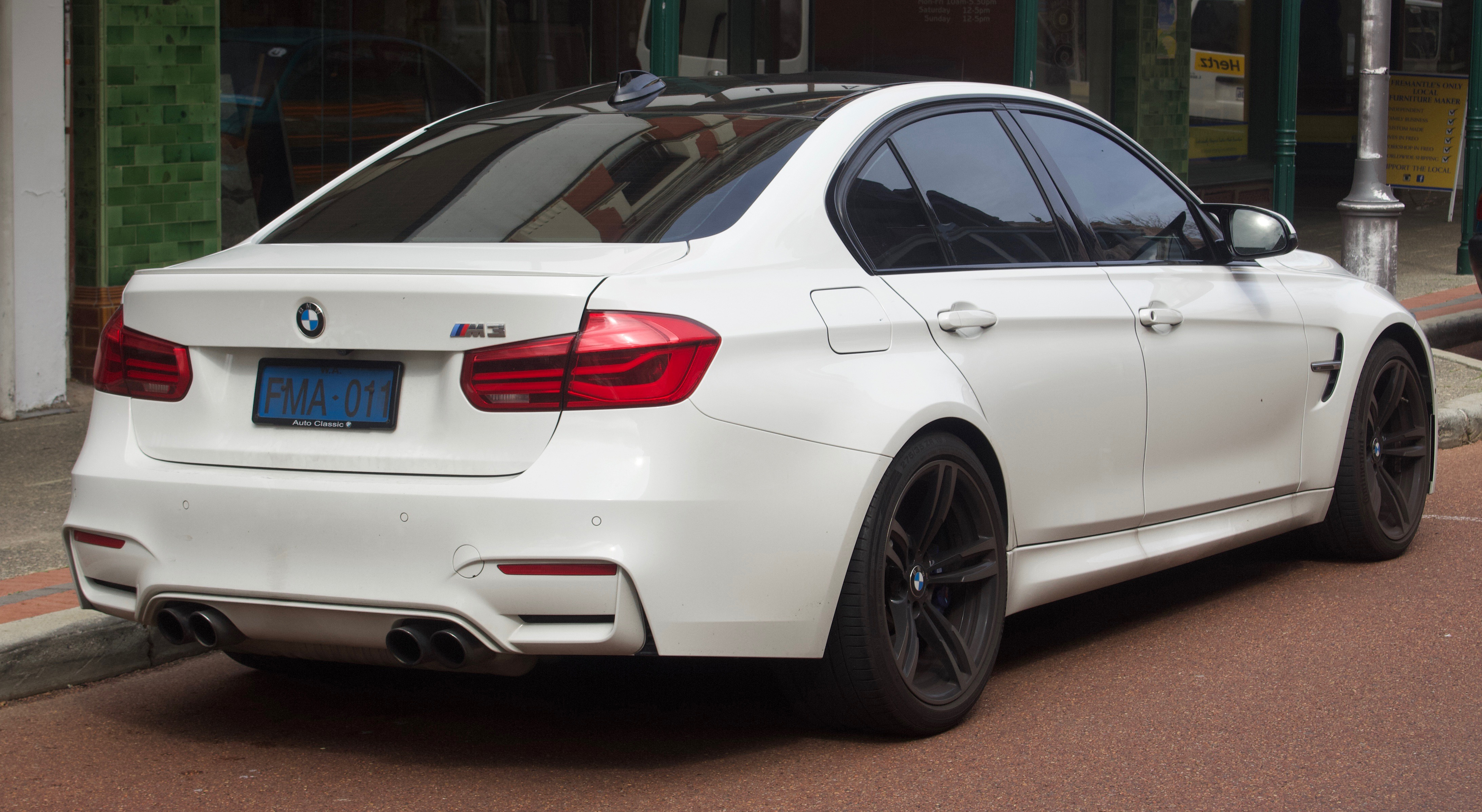
F80 M3

A 3-as sorozaton kívül az M3 is egy társmodell, amely egy tuningolt változat. Ma a hatodik generációt gyártják.

## Fordítás
Ez a szócikk részben vagy egészben  a   BMW 3 Series című angol Wikipédia-szócikk fordításán alapul.  Az eredeti cikk szerkesztőit annak laptörténete sorolja fel. Ez a jelzés csupán a megfogalmazás eredetét és a szerzői jogokat jelzi, nem szolgál a cikkben szereplő információk forrásmegjelöléseként.